# 伊利亚尔
伊利亚尔，是西班牙安达卢西亚自治区阿尔梅里亚省的一个市镇。 总面积19km2, 总人口431人（2001年），人口密度23人/km2。